# الأشرار (فلم 2022)
الأشرار (بالإنجليزية: The Bad Guys) هو فيلم تحريك حاسوبي كوميدي لعام 2022 من بطولة سام روكويل،كريغ روبنسون،أنتوني راموس،أوكوافينا،ريتشارد أيواد،زازي بيتز،ليلي سينغ وألكس بورستين.

## روابط خارجية
- مقالات تستعمل روابط فنية بلا صلة مع ويكي بيانات